# 謝復進
謝復進，福建福州府长乐縣人，明朝政治人物、進士出身。

## 生平
永樂十二年（1414年），福建甲午乡试中舉。永樂十三年，聯捷乙未科進士，任潞州同知。